# Fuente del Observatorio

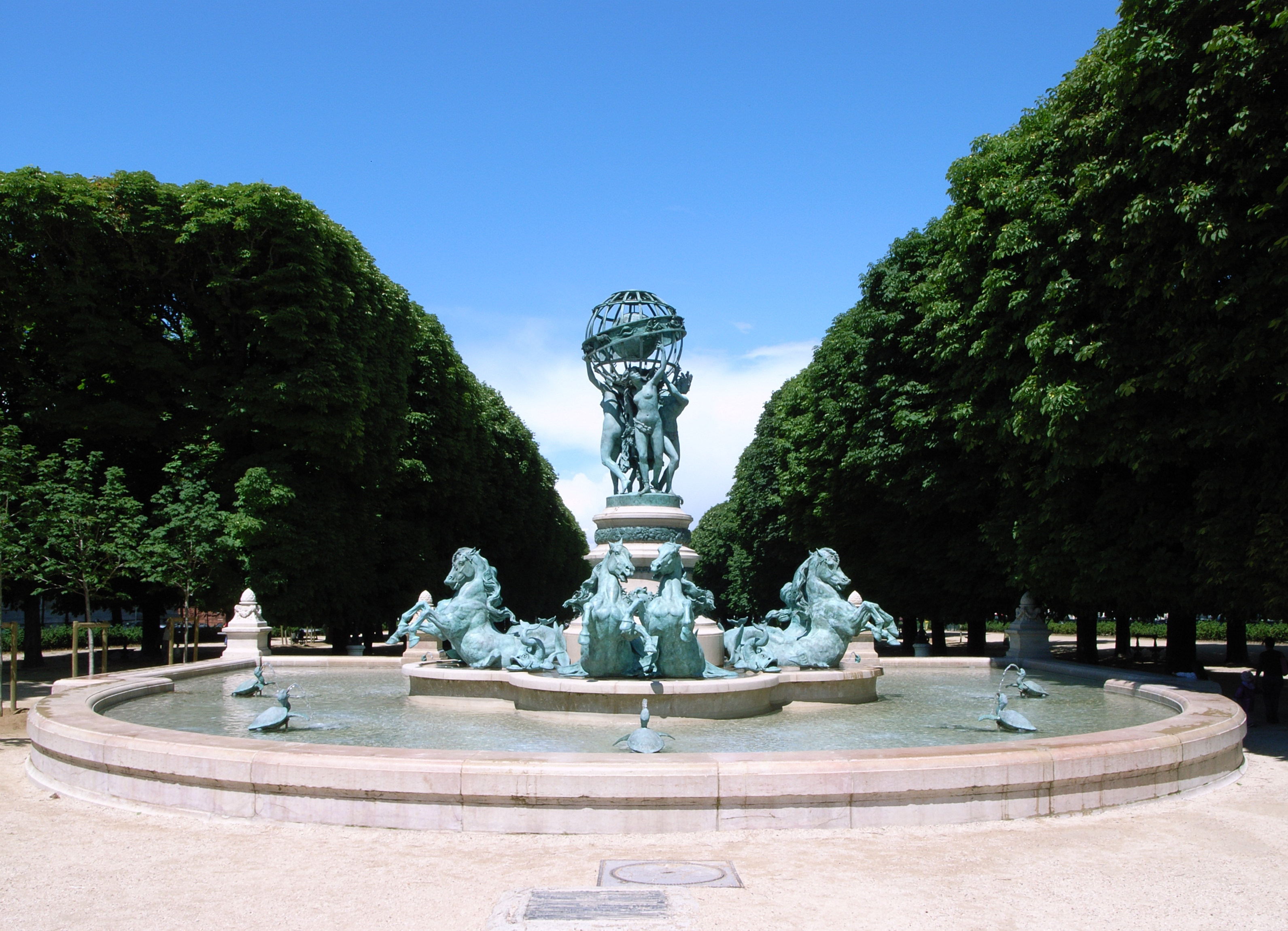
La Fuente del Observatorio (1867-1874).

La Fuente del Observatorio (en francés: Fontaine de l'Observatoire), también conocida como la Fuente de Las cuatro partes del mundo (en francés: Fontaine des Quatre-Parties-du-Monde), es una fuente monumental ubicada en el Jardín Marco Polo, al sur de los Jardines de Luxemburgo, en el VI Distrito de París. La estatua principal es obra del escultor Jean-Baptiste Carpeaux y fue inaugurada en 1874.

## Historia
La fuente se propuso por primera vez en 1866 como parte de la nueva gran avenida de Luxemburgo, uno de los principales proyectos del plan del barón Haussmann para la renovación de París. El proyecto estuvo bajo la dirección de Gabriel Davioud, director del Servicio de Parques y Plantaciones de la Prefectura de París. Davioud se formó como escultor clásico y fue responsable del diseño de las fuentes, plazas, puertas, postes de luz, bancos, pabellones y otros detalles arquitectónicos de París durante el Segundo Imperio.
El proyecto de la avenida de Luxemburgo requería la creación de dos nuevas plazas, con lámparas y columnas ornamentales, estatuas y una fuente. La fuente estaba ubicada en el eje arbolado entre el Observatorio de París y el Palacio de Luxemburgo. Se suponía que la escultura de la fuente estaba relacionada con el observatorio, y las instrucciones de Davioud al escultor eran simplemente no bloquear la vista del observatorio abovedado o del palacio.

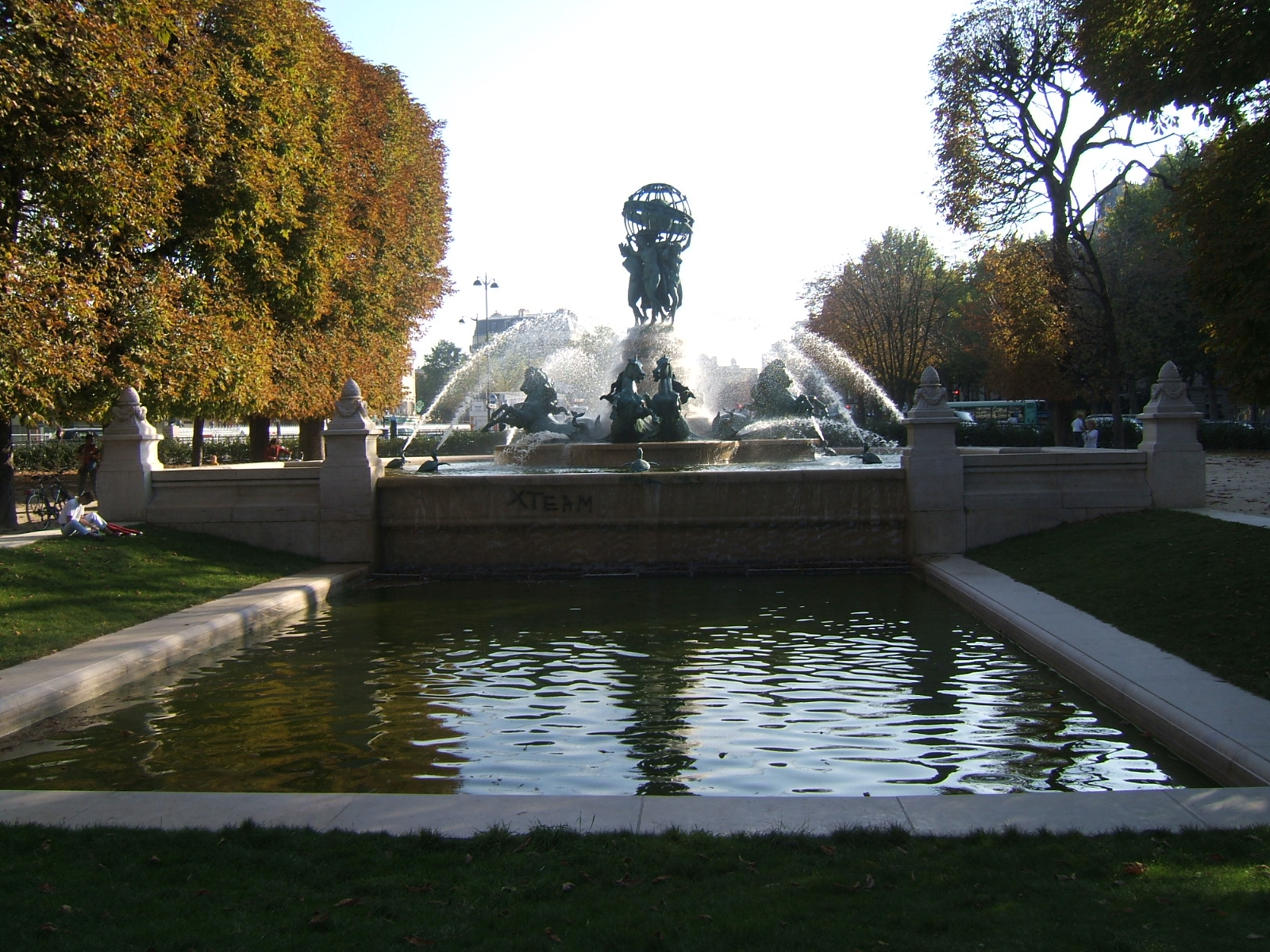
Conjunto escultórico.

El escultor elegido, Jean-Baptiste Carpeaux (1827-1875), había sido alumno de François Rude, escultor que había realizado el grupo escultórico más famoso del Arco del Triunfo. Carpeaux ganó el Premio de Roma en 1854. En 1869 realizó las esculturas de La Danse en la fachada de la Ópera de París que había causado un escándalo por la libre expresión de la escultura y las emociones desenfrenadas en los rostros de las estatuas, muy diferente a las expresiones tranquilas de las estatuas neoclásicas. La primera reacción crítica a la escultura, basada en los modelos de yeso presentados en el Salón, fue hostil. El crítico Jules Claretie escribió: «Esas mujeres delgadas y enfermizas, con sus costados demacrados, sus muslos alargados y surcados, se retuercen en un extraño círculo sin ninguna gracia... Uno tiene que preguntarse con qué aberración del espíritu, del ojo y mano se podría componer tal grupo de bailarines salvajes, vulgares y arrugados».
Los primeros estudios que hizo Carpeaux fueron de cuatro figuras femeninas de pie que representaban los cuatro puntos cardinales sosteniendo una esfera celeste sobre sus cabezas, pero Carpeaux no estaba satisfecho con la estoicidad de las figuras. En sus siguientes modelos transformó a las mujeres en representantes de las cuatro partes del mundo (Europa, Asia, África y América), torciendo sus cuerpos para girar la esfera, dando movimiento a la escultura. El escultor Eugène Legrain (1837-1915), alumno de Carpeaux, recibió el encargo de realizar la esfera, y el escultor Emmanuel Frémiet, sobrino y alumno del escultor François Rude, realizó los caballos en la fuente alrededor de la estatua. Louis Villeminot creó las guirnaldas de conchas marinas y plantas acuáticas que decoraban la estructura y Legrain diseñó la banda zodiacal alrededor de la esfera. El proyecto recibió una corrección del Director del Observatorio, quien señaló en 1872 que los signos del zodíaco en la banda alrededor del ecuador de la esfera en realidad deberían estar en un círculo eclíptico.
El proyecto fue interrumpido por la guerra franco-prusiana de 1870 y el levantamiento de la Comuna de París. Se reanudó en 1872, cuando se exhibieron modelos de yeso en el Salón de París, el primero desde la caída de la Comuna, y se terminó en 1874.Carpeaux estaba mal de salud y observó desde la distancia cómo se instalaban las estatuas en la fuente. El artista murió el año siguiente. Diez años después de la muerte de Carpeaux, Claretie revirtió su crítica y elogió la fuente como una de las obras maestras de Carpeaux.
|        |
| África |

|         |
| América |

|        |
| Europa |

|      |
| Asia |